# Simon VII. (Lippe)

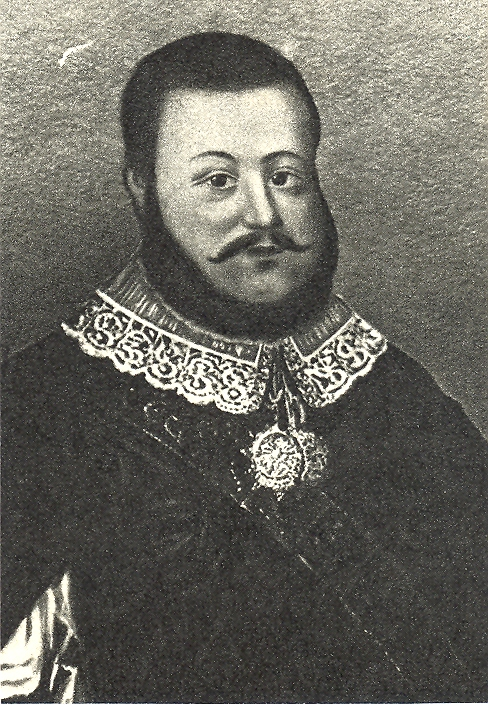
Graf Simon VII. zur Lippe

Simon VII. zur Lippe (* 30. Dezember 1587 auf Schloss Brake bei Lemgo; † 26. März 1627 in Detmold) war Landesherr der Grafschaft Lippe.

## Leben
Er war der zweitälteste Sohn des Grafen Simon VI. zur Lippe und dessen Frau Elisabeth von Schauenburg und Holstein. Simon hatte vier Brüder und fünf Schwestern.
1601 wurde Simon zusammen mit seinem älteren Bruder Bernhard an der Hofschule zu Kassel unterrichtet. Nach Bernhards frühem Tod (1602) wurde er nach Brake heimgeholt und von seinem Vater systematisch in die Regierungsgeschäfte eingeführt. 1617 beendete Simon VII. den erbitterten Streit, die „Lemgoer Revolte“, seines verstorbenen Vaters Simon VI. mit der Stadt Lemgo im Röhrentruper Rezess.
Im Dreißigjährigen Krieg (1618–1648) war Simon bemüht, sein kleines Land so weit wie möglich aus den Wirren des Krieges herauszuhalten, indem er sich neutral verhielt. Zu einer großen Belastung der Bevölkerung kam es allerdings in den Kriegszeiten durch die Einquartierungen und die damit verbundenen Verpflichtungen.
Unter dem Gesellschaftsnamen Der Lange wurde er als Mitglied in die Fruchtbringende Gesellschaft aufgenommen.

## Nachkommen

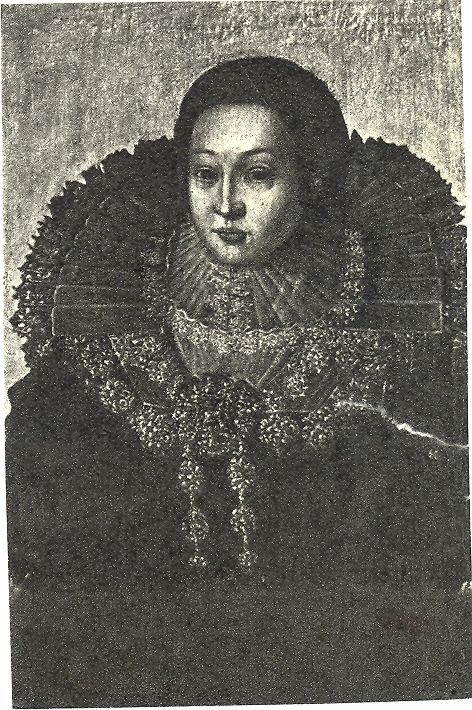
Maria Magdalena zu Waldeck-Wildungen, zweite Ehefrau Simons VII.

Aus der Ehe 1607 mit Gräfin Anna Katharina von Nassau-Wiesbaden-Idstein (1590–1622):
- Sohn (†/* 23. Februar 1609)
- Simon Ludwig zur Lippe (1610–1636) ⚭ 1631 Gräfin Katharina von Waldeck-Wildungen (1612–1649)
- Marie Elisabeth (1611–1667) ⚭ 1649 Graf Christian Friedrich von Mansfeld-Hinterort (1615–1666)
- Anna Katharina (1612–1659) ⚭ 1657 Fürst Friedrich von Anhalt-Harzgerode (1613–1670)
- Johann Bernhard zur Lippe (1613–1652)
- Otto Heinrich (1614–1648, ermordet)
- Hermann Adolf (1616–1666) ⚭ 1648 Gräfin Ernestine zu Isenburg-Büdingen-Birstein (1614–1665) | ⚭ 1666 Gräfin Amalia zur Lippe-Brake (1629–1676)
- Juliana Ursula (1617–1630)
- Johann Ludwig (1618–1628)
- Friedrich Philipp (1619–1629)
- Magdalena (1620–1646)
- Simon (1620–1624)

1623 heiratete er Gräfin Maria Magdalena von Waldeck-Wildungen (1606–1671). Das Paar hatte drei Kinder:
- Christian (1624–1634)
- Jobst Hermann (1625–1678) Begründer der Linie Lippe-Biesterfeld ⚭ 1654 Gräfin Elisabeth Juliane von Sayn-Wittgenstein
- Sophie Elisabeth (1626–1688) ⚭ 1644 Graf Georg Wilhelm von Leiningen-Westerburg

## Erbe
Mit dem Tod Simons VII. erhielt seine zweite Frau Maria Magdalena das Amt Schwalenberg; auf der Burg Schwalenberg nahm sie ihren Witwensitz.